# Dominic West
Dominic Gerard Francis Eagleton West (sinh ngày 15 tháng 10 năm 1969) là một diễn viên, đạo diễn và nhạc sĩ người Anh. Ông được biết đến nhiều nhất vì đã vào vai Jimmy McNulty trong phim The Wire, và giành được giải British Academy Television Award for Best Actor tại 2012 British Academy Television Awards cho vai diễn kẻ giết người hàng loạt Fred West trong phim Appropriate Adult. Ông thủ vai Noah Solloway trong The Affair và nhận được đề cử giải Quả cầu vàng cho vai diễn này.

## Tiểu sử
Dominic Gerard Francis Eagleton West sinh ngày 15 tháng 10 năm 1969 tại Sheffield, South Yorkshire, nơi ông lớn lên. Ông là người thứ sáu trong số bảy anh chị em ruột (năm cô gái và hai con trai) sinh ra trong một gia đình Công giáo La Mã, phần lớn là gốc Ireland. His mother, Pauline Mary "Moya" (née Cleary), was an actress, and his father, Thomas George Eagleton West, owned a plastics factory. Mẹ của ông, Pauline Mary "Moya" (née Cleary), là một nữ diễn viên, và cha của ông, Thomas George Eagleton West, sở hữu một nhà máy sản xuất nhựa. West theo học Eton College và Trinity College, Dublin.. Anh tốt nghiệp trường Âm nhạc và Kịch Guildhall năm 1995.

## Sự nghiệp

### Phim và truyền hình
Các màn trình diễn của West bao gồm True Blue, Chicago, Richard III, và Mona Lisa Smile.. Vai trò truyền hình đáng chú ý nhất của ông là cảnh sát Jimmy McNulty của cảnh sát Hoa Kỳ trong bộ phim truyền hình The Wire của đài truyền hình HBO. West được đánh giá cao về tính chính xác của giọng Mỹ. Trong thời gian làm The Wire, West đạo diễn tập mùa 5 "Took".
West được đánh dấu sao như Lysander trong bộ phim năm 1999 của giấc mơ đêm Giấc mơ Mùa hè của William Shakespeare. Trong các bộ phim điện ảnh, ông đã miêu tả nhạc sĩ kim loại nặng Kirk Cuddy trong bộ phim Rock Star năm 2001.
Năm 2006, West xuất hiện trong vai khách mời trong một phác họa trong The Catherine Tate Show, cùng với "Frankie Howerd impressionist". Năm 2007, ông đã chơi cho nhà chính trị Spartan Theron năm 300 và Detective Poppil ở Hannibal Rising. West đóng vai Supervillain, Jigsaw, trong bộ phim Punisher: War Zone của Marvel năm 2008. Năm 2010, anh có một vai trò là Tướng Virilus trong bộ phim kinh dị đầy phiêu lưu của Neil Marshall Centurion.. West được đánh dấu sao trong bộ phim ma quỷ của Anh, The Awakening.
West đã làm những công việc khác trên TV và radio. Anh xuất hiện trong vai Oliver Cromwell trong Channel 4 series The Devil's Whore. Anh cũng trình diễn ca khúc "Dr. West", ca khúc mở đầu của album Eminem's Relapse năm 2009, như một bác sĩ giải phóng Eminem từ một cơ sở phục hồi chức năng. West đã đóng vai trò điện thoại vào tháng 1 năm 2009 trong khi Eminem đã thu âm nó trong một studio của Miami.
Vào tháng 12 năm 2009, West đã đóng vai Hank trong một chương trình phát thanh của Eugene O'Neill trong chương trình The Hairy Ape của BBC Radio 3, [19] là một người thuyết trình khách mời trong chương trình Have I Got News for You của đài BBC và kết thúc năm bên cạnh Joan Rivers và Sarah Jessica Parker với một lần xuất hiện trong chương trình Giao thừa năm mới của Graham Norton.
Trong năm 2011, West diễn xuất người thuyết trình tin về bộ phim truyền hình The Hour của BBC-TV. Anh cũng đã từng đóng vai Fred West trong bộ phim hài Thích hợp dành cho người lớn của ITV, đưa ra một màn trình diễn mà con gái của kẻ giết người hàng loạt mô tả là "bản chất tà ác của Fred West" - nhân vật, cách diễn đạt của anh ta, thậm chí cả cách đi của anh ta "
Vào năm 2012, West được đề cử vai trò của Mance Rayder trong game Game of Thrones của HBO, nhưng đã bị từ chối vì thời gian ông phải bỏ ra khỏi gia đình. Anh đóng vai nhà hoạt động xã hội đồng tính Jonathan Blake trong bộ phim Pride năm 2014 về cuộc đình công của các thợ mỏ năm 1984-1985 ở Anh. Các ngôi sao phương Tây như Noah Solloway trong loạt phim The Affair của Showtime, công chiếu vào tháng 10 năm 2014. Bộ phim đã được gia hạn cho một mùa thứ ba vào năm 2015.

## Danh sách phim tham gia

### Phim chiếu rạp
| Năm  | Tên                                       | Vai diễn                      | Notes |
| ---- | ----------------------------------------- | ----------------------------- | --- |
| 1991 | 3 Joes                                    | Joe Smoker                    | phim ngắn |
| 1995 | Richard III                               | Henry, Earl of Richmond       | |
| 1996 | True Blue                                 | Donald Macdonald              | |
| 1996 | Surviving Picasso                         | Paulo Picasso                 | |
| 1996 | E=mc2                                     | Spike                         | |
| 1997 | The Gambler                               | Alexei                        | |
| 1997 | Diana & Me                                | Rob Naylor                    | |
| 1997 | Spice World                               | Photographer                  | |
| 1999 | A Midsummer Night's Dream                 | Lysander                      | |
| 1999 | Star Wars: Episode I – The Phantom Menace | Palace Guard                  | |
| 2000 | 28 Days                                   | Jasper                        | |
| 2001 | Rock Star                                 | Kirk Cuddy                    | |
| 2002 | Ten Minutes Older                         | Young Man                     | |
| 2002 | Chicago                                   | Fred Casely                   | Critics' Choice Movie Award for Best Acting Ensemble Screen Actors Guild Award for Outstanding Performance by a Cast in a Motion Picture |
| 2003 | Mona Lisa Smile                           | Bill Dunbar                   | |
| 2004 | The Forgotten                             | Ash Correll                   | |
| 2006 | Stingray                                  | Luther                        | phim ngắn |
| 2007 | Hannibal Rising                           | Inspector Popil               | |
| 2007 | 300                                       | Theron                        | |
| 2008 | Hold On                                   | Delivery Man                  | Short film |
| 2008 | Punisher: War Zone                        | Billy Russotti/Jigsaw         | |
| 2010 | Centurion                                 | General Titus Flavius Virilus | |
| 2010 | Jackboots on Whitehall                    | Fiske                         | Voice |
| 2010 | Words of the Blitz                        | Sir John Colville             | |
| 2010 | From Time to Time                         | Caxton                        | |
| 2011 | Johnny English Reborn                     | Simon Ambrose                 | |
| 2011 | Arthur Christmas                          | Lead Elf                      | Voice |
| 2011 | The Awakening                             | Robert Mallory                | |
| 2012 | John Carter                               | Sab Than                      | |
| 2013 | Boy Cried Wolf                            | Hughie                        | Short film |
| 2014 | Pride                                     | Jonathan Blake                | |
| 2014 | Testament of Youth                        | Mr Brittain                   | |
| 2016 | Genius                                    | Ernest Hemingway              | |
| 2016 | Money Monster                             | Walt Camby                    | |
| 2016 | Finding Dory                              | Rudder                        | Voice |
| 2017 | The Square                                | Julian Gijoni                 | |
| 2018 | Colette                                   | Henry Gauthier-Villars        | |
| 2018 | Tomb Raider                               | Lord Croft                    | |

### Truyền hình
| Năm       | Tên                                          | Vai diễn                | Notes |
| --------- | -------------------------------------------- | ----------------------- | --- |
| 1998      | Out of Hours                                 | Dr. Paul Featherstone   | Television film |
| 1999      | A Christmas Carol                            | Fred                    | Television film |
| 2001      | The Life and Adventures of Nicholas Nickleby | Sir Mulberry Hawk       | Television film |
| 2002–2008 | The Wire                                     | Detective Jimmy McNulty | 56 episodes Crime Thriller Award for Best Actor |
| 2006      | The Catherine Tate Show                      | Actor                   | Episode: "#3.5" |
| 2008      | The Devil's Whore                            | Oliver Cromwell         | 4 episodes |
| 2009      | Breaking the Mould                           | Howard Florey           | Television film |
| 2011–2012 | The Hour                                     | Hector Madden           | 12 episodes Broadcasting Press Guild Award for Best Actor(2012) Nominated—Golden Globe Award for Best Actor – Miniseries or Television Film (2012) Nominated—Critics' Choice Television Award for Best Movie/Miniseries Actor (2013–2014) |
| 2011      | Appropriate Adult                            | Fred West               | 2 episodes British Academy Television Award for Best Actor Nominated—Crime Thriller Award for Best Actor Nominated—Royal Television Society Award for Best Actor                                                                          |
| 2013      | Burton & Taylor                              | Richard Burton          | Television film Nominated—British Academy Television Award for Best Actor Nominated—Satellite Award for Best Actor – Miniseries or Television Film                                                                                        |
| 2014–nay  | The Affair                                   | Noah Solloway           | 31 episodes Satellite Award for Best Actor – Television Series Drama (2015–2016) Nominated—Golden Globe Award for Best Actor – Television Series Drama (2015)                                                                             |
| 2017      | Panorama                                     | Narrator                | Voice Episode: "Germany's New Nazis" |
| 2018      | Les Misérables                               | Jean Valjean            | |